# 1939년 세계 박람회

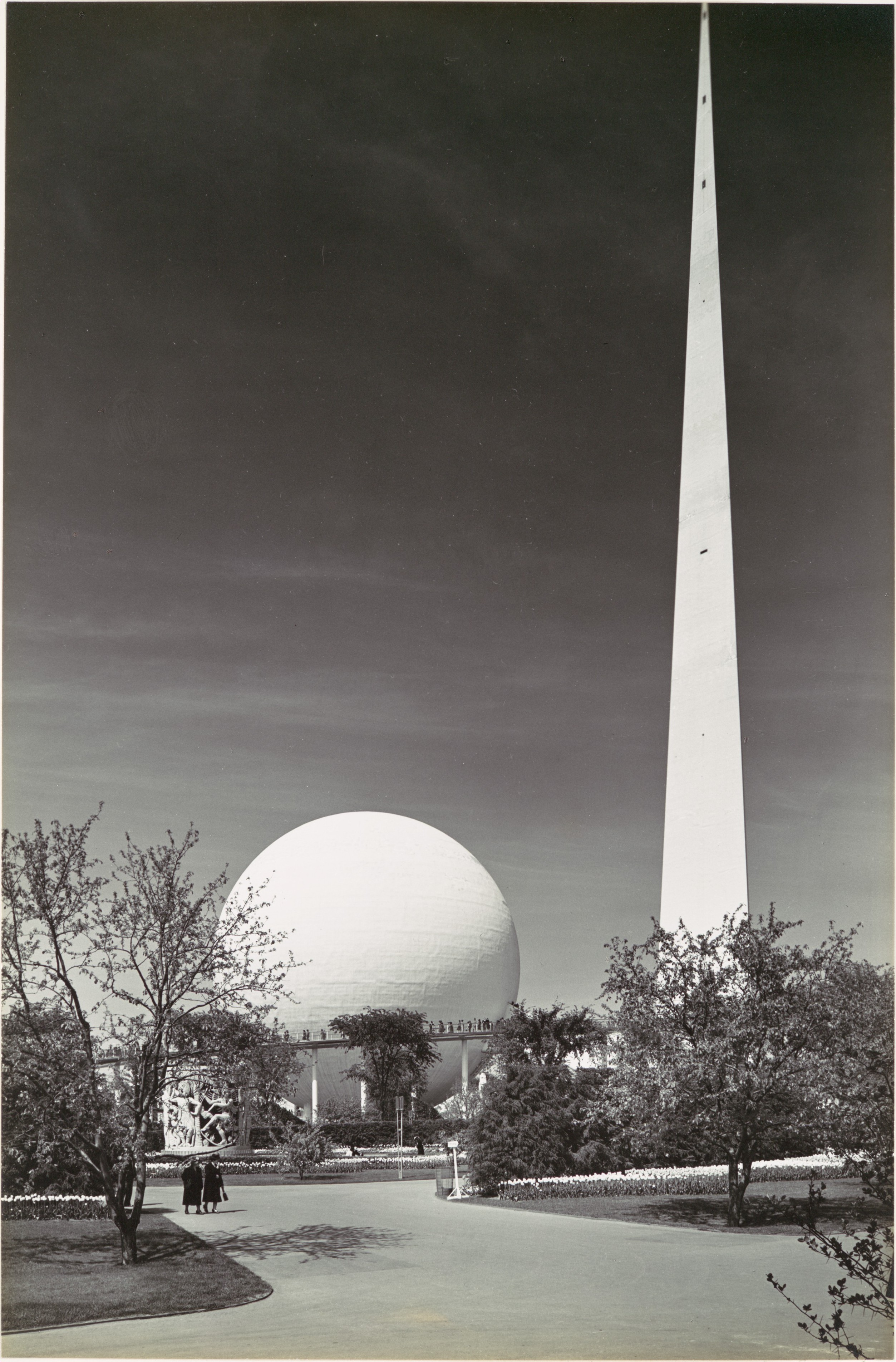

1939년 세계 박람회는 1939년 4월 30일부터 10월 31일 및 1940년 5월 11일부터 10월 27일까지 미국 뉴욕의 플러싱 메도스 코로나 파크에서 개최된 세계 박람회이다. 조지 워싱턴 대통령 취임 150주년을 기념해 열렸다.